# 希韶閣琴譜集成
《希韶閣琴譜集成》，古琴譜，清光緒四年蝶栩山房刊本，黃曉珊纂訂。

## 琴譜介紹
希韶閣琴譜，初續集各二卷，共四卷，編首有光緒五年己卯黃氏自序及總目。總目後有凡例、己卯梁炳漢序及勞迺超等題詞。卷首論琴及指法。初續集四卷。計收四十四曲。